# Moraesite
La moraesite è un minerale.